# Horst Leifer
Horst Leifer (* 22. Mai 1939 in Altreichenau, Schlesien; † 24. Januar 2002 in Sanz) war ein deutscher Maler, Grafiker und Holzbildhauer.

## Leben

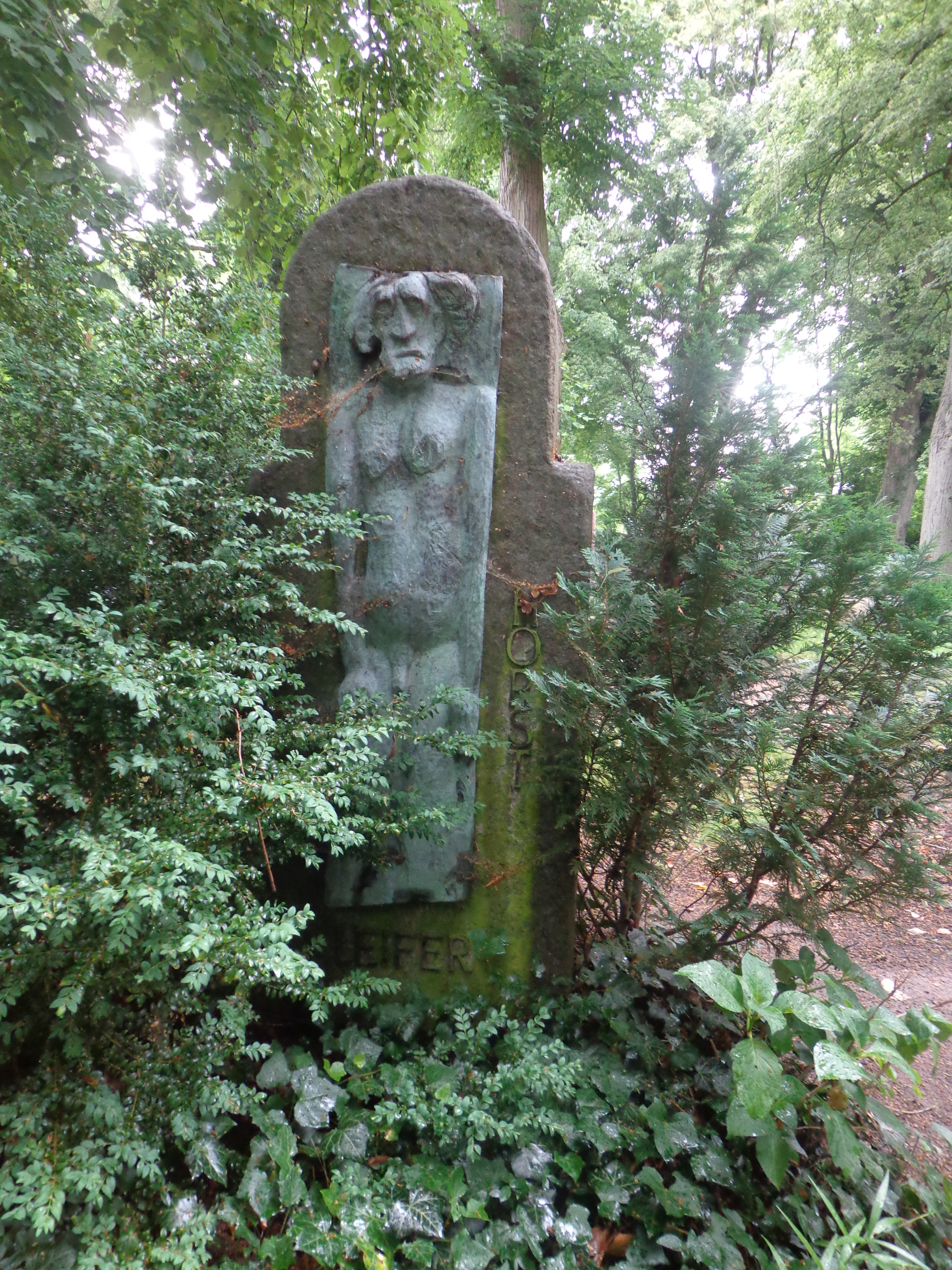
Das Grab des Künstlers in Groß Kiesow

Leifers Vater war Bergmann in dritter Generation. 1946 erfolgte die Aussiedlung der neunköpfigen Familie aus Schlesien nach Langenau bei Freiberg in Sachsen. Dort besuchte Leifer von 1946 bis 1953 die Grundschule. Dann absolviert er in Freiberg eine Lehre als Hauer und arbeitete er bis 1960 als solcher im Bleierz-Bergwerk in Freiberg. 1960 besuchte er die Arbeiter- und Bauernfakultät der Hochschule für Bildende Künste Dresden (HfBK). Von 1961 bis 1966 studierte er dort Malerei bei Paul Michaelis und schloss mit dem Diplom ab. 1965 heiratete er die Malerin und Grafikerin Sibylle, geb. Günther (* 1943). Aus der Ehe gingen die Söhne Vincent, Ludwig und Immanuel hervor.
Von 1967 bis 1969 war Leifer Aspirant an der HfBK. Ab 1969 war er als freischaffender Maler in Dresden-Pappritz und Altentreptow in Mecklenburg tätig und arbeitete auftragsgebunden als Restaurator für das Institut für Denkmalpflege in Dresden.
1972 wechselte die Familie ihren Zweitwohnsitz von Altentreptow nach Sanz bei Greifswald. Es begann die Bekanntschaft und spätere Freundschaft mit Otto Niemeyer-Holstein.
Von 1988 bis 1993 war Leifer Oberassistent bei Gerhard Kettner an der Hochschule für Bildende Künste. Ab 1993 lebte und arbeitete er als freischaffender Maler mit seiner Familie in Sanz bei Greifswald. 1995 und 1997 reiste Leifer gemeinsam mit dem Sammler Alfons Butz aus Neuburg an der Donau in die Schweiz nach Stampa, dem Geburtsort Alberto Giacomettis. 2001 erhielt Horst Leifer den Bautzener Kunstpreis. Am 24. Januar 2002 starb er nach monatelanger schwerer Krankheit in Sanz bei Greifswald.
In den Monaten nach der ärztlichen Gewissheit, dass sich das Leben Leifers dem Ende zuneigt, schuf der Maler einen Zyklus von Selbstbildnissen (Tuschezeichnungen), von denen 68 als Schenkung der Familie Leifers im Besitz des Kupferstichkabinetts Dresden aufbewahrt werden. Unter dem Titel „Letzte Selbstprüfung“ waren die Zeichnungen im Geburtshaus Ernst Rietschels in Pulsnitz 2003 zum 1. Todestag des Künstlers ausgestellt. Hans-Ulrich Lehmann, Kustos des Kupferstichkabinetts Dresden, schrieb im Ausstellungskatalog dazu: „Tagebuchartig, zunächst in größeren zeitlichen Abständen, erforscht der Künstler in seinem Antlitz die Veränderungen angesichts des nahenden Todes.“ Diether Schmidt stellte in seiner Eröffnungsrede der Ausstellung in Pulsnitz 2003 fest: „Es ist ein Bemühen, bei aller Nähe des Todes doch die letzte Distanz zu halten, die letzte Überlegenheit zu behaupten. Ich sehe, ich gestalte, ich lege Zeugnis ab.“

## Bildliche Darstellung Leifers

### Darstellung in der bildenden Kunst
- Otto Niemeyer-Holstein: Porträt Horst Leifer (1973, Öl, 45 × 36 cm)[2]

### Fotografische Darstellung (Auswahl)
- Christian Borchert: Der Maler und Grafiker Horst Leifer vor einigen seiner Werke, aufgenommen in Dresden (1983)[3]
- Klaus Dennhardt: Familie Leifer (1975)[4]

## Museen und öffentliche Sammlungen mit Werken Leifers (unvollständig)
- Dresden: Kupferstichkabinett[5]
- Dresden: Galerie Neue Meister[5]
- Dresden: Sächsischer Kunstfonds[5]
- Rostock: Kunsthalle
- Stendal: Winckelmann-Museum[6]

## Werke (Auswahl)

### Tafelbilder
- Bildnis O. Niemeyer-Holstein (1976, Öl)[7]

### Holzplastiken
- Schmerzensmann (1993, geschnitzt)[8]
- Kopf (1996, geschnitzt)[9]

## Ausstellungen (Auswahl)
- 1969: Leonhardi-Museum Dresden (mit Wolfram Hänsch, Peter Makolies; vor Eröffnung durch die Stasi geschlossen)
- 1972: Rubenow-Klub der Ernst-Moritz-Arndt-Universität Greifswald
- 1972: Bezirksausstellung, Dresden
- 1972: Leonhardi-Museum Dresden
- 1973: Galerie Jürgen Schweinebraden, Berlin Ost (mit Peter Makolies)
- 1974: Bezirksausstellung, Rostock
- 1974: Museum Greifswald (mit Sibylle Leifer, Otto Niemeyer-Holstein, Herbert Wegehaupt)
- 1975: Leonhardi-Museum Dresden (mit Ulrich Eisenfeld und Peter Hermann)
- 1977/1978: VIII. Kunstausstellung der DDR, Dresden
- 1984: Kunstpavillon Heringsdorf, Heringsdorf
- 1985: Bezirksausstellung, Dresden
- 1985: Kunstpavillon Heringsdorf/Usedom
- 1985: „Zeichnung in der Kunst der DDR 1974–1984“, Cottbus
- 1985/1986: „Dresden heute, Malerei und Grafik nach 1945“, Galerie Döbele, Ravensburg, ferner Ulm, Stuttgart, Singen, Gelsenkirchen
- 1986: Art Basel, Galerie Döbele
- 1987/1988: X. Kunstausstellung der DDR, Dresden
- 1989: Galerie Samuelis-Baumgarten, Bielefeld, mit Gerhard Kettner, Siegfried Klotz, Ursula Rzodeczko
- 1992: Weinheim/Bergstraße (mit Peter Makolies, Max Uhlig u. a.)
- 1994, 1996: Galerie des Ernst-Rietschel-Kulturringes e. V. im Kultursaal der Klinik Schloss Pulsnitz
- 1994: Deutsche Evangelische Gemeinde, Brüssel, Ausstellung Dresdner Künstler
- 1996: Galerie Klinger, Görlitz
- 1996: Galerie Döbele, Dresden
- 1997: Bautzener Kunstverein e.V., 2. Bautzener Herbstsalon „pro figura“
- 1998: Museum im Schloss Hoyerswerda
- 1998: Kunst- und Kulturscheune des Skulpturenparks in Katzow, mit Sibylle Leifer
- 1999: Gesellschaft für Kunst und Kultur e. V., Altes Rathaus, Sigmaringen
- 1999: Regierungspräsidium, Dresden
- 2000: BBK Braunschweig, Torhausgalerie, Braunschweig
- 2000: Kunstverein Aurich e. V., Kunstpavillon Aurich
- 2001: Stadtmuseum Bautzen, Ausstellung zur Vergabe des Bautzener Kunstpreises 2000 an Horst Leifer
- 2001: Ausstellung in der Galerie im Geburtshaus Ernst Rietschel in Pulsnitz, „Horst Janssen, Horst Leifer – Ich und Gegen-Ich“
- 2002: Usedomer Kunstverein e. V., Kunstpavillon Heringsdorf, „Horst Hermann Leifer zum Gedenken“
- 2002: Oberlausitzer Kunstverein e. V., Kunstlade Zittau, Horst Leifer, Aquarelle
- 2002: Neuer Kunstkreis e. V., Kunstverein für Anklam und Umgebung, Kunsthalle der Grafik-Schule
- 2003: Galerie im Geburtshaus Ernst Rietschels, „Letzte Selbstprüfung“, Gedenkausstellung
- 2003: Haus der Kathedrale, Galerie in der Stadtmauer, Dresden; Ausstellungsbeteiligung: „Sterben im Leben“
- 2006: Galerie im Geburtshaus Ernst Rietschels, „Zwei Stimmen im Schnee, Horst Leifer und Christiane Latendorf“
- 2009: Galerie im Geburtshaus Ernst Rietschels, Horst Leifer und Alfred Hrdlicka
- 2013: Ostsächsische Kunsthalle Pulsnitz, „Leifer und Freunde“, Horst und Sibylle Leifer mit Wolfram Hänsch, Christiane und Gunter Herrmann, Peter Kaiser, Bärbel und Wolf-Eike Kuntsche, Christiane Latendorf, Peter Makolies, Gudrun Nützenadel, Gottfried Reinhardt, Bärbel Schulz, Lothar Sell, Max Uhlig, Heike Wadewitz, Christine Wahl, Claus Weidensdorfer, Ute und Werner Wittig
- 2014: Galerie im Geburtshaus Ernst Rietschels, Horst Leifer zum 75. Geburtstag
- 2014: Malerei, Grafik und fotografische Arbeiten Horst Leifer und Vincent Leifer, Horst Leifer Gedenkatelier in Sanz Hof 3
- 2018: Usedom Refugium Zinnowitz, Bilder von Horst Leifer aus der Sammlung Andreas Schorlemmer
- 2019: Ernst-Rietschel-Kulturring e. V., Ostsächsische Kunsthalle Pulsnitz, Gedächtnisausstellung zum 80. Geburtstag, Gemälde, Aquarelle & Zeichnungen aus der Sammlung Alfons Butz